# Oktavian Regner von Bleyleben

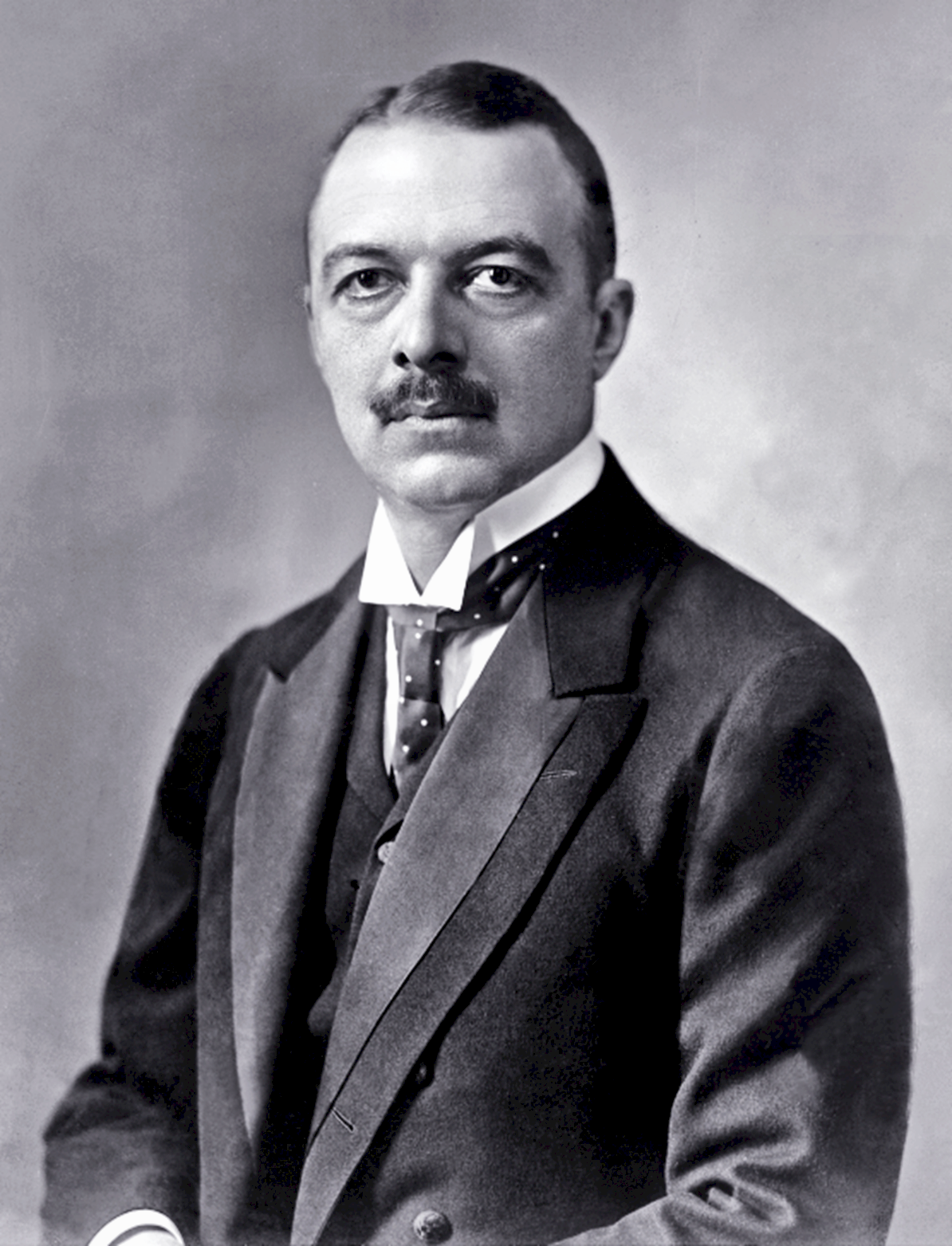
Oktavian von Bleyleben

Oktavian Alfred Wenzel Bohuslaw Freiherr Regner von Bleyleben (* 23. November 1866 in Brünn; † 12. August 1945 in Dietach, Oberösterreich) war ein k. u. k. Verwaltungsjurist, Geheimer Rat sowie Landespräsident des Herzogtums Bukowina, sodann Statthalter von Mähren und schließlich Statthalter des Erzherzogtums Österreich unter der Enns.

## Herkunft und Familie

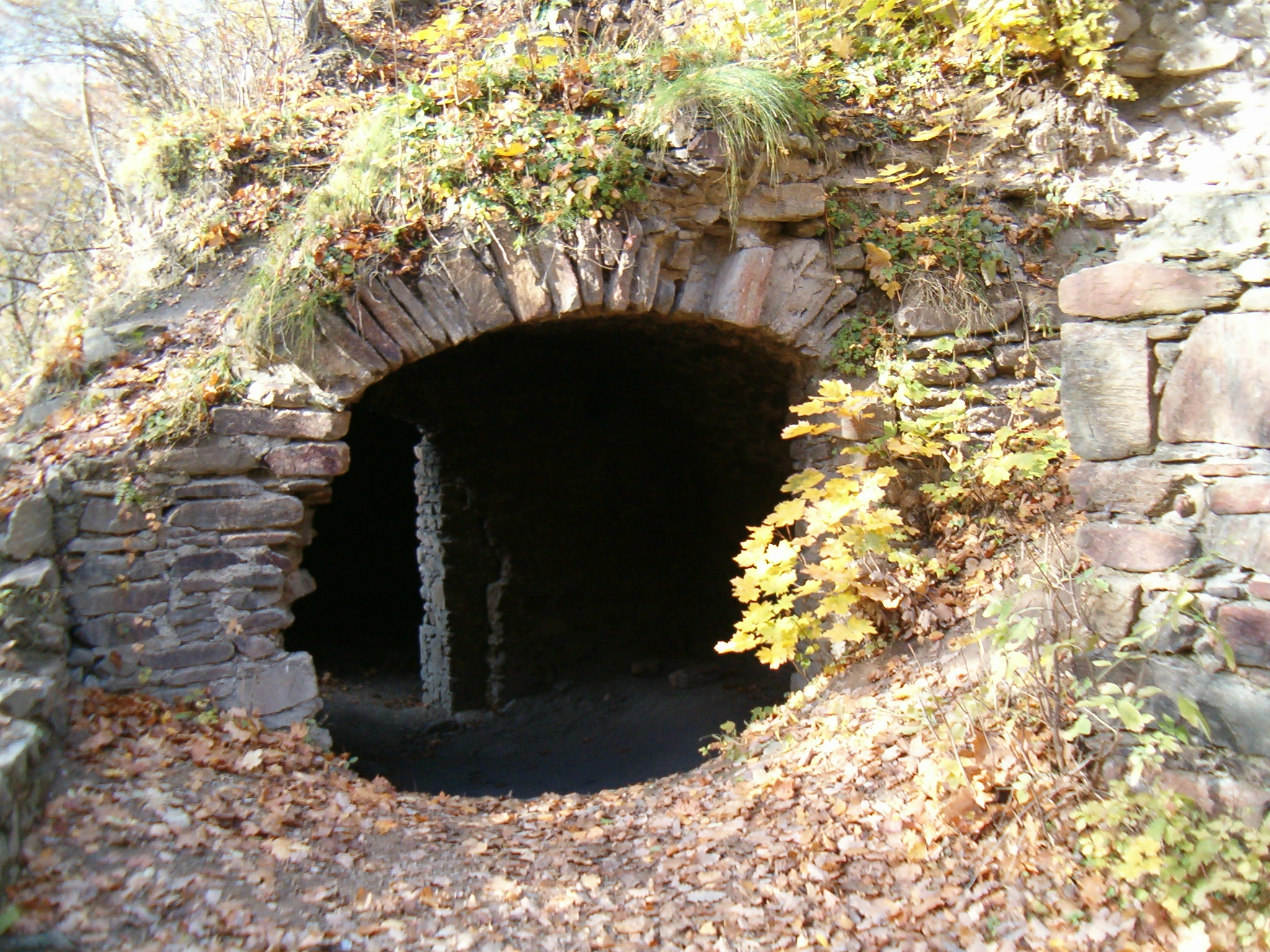
Ruine der Geiersburg

Bleyleben entstammte dem niederländischen Adel. Die Brüder Alexander und Jakob Regner (auch Regnier) von Bleyleben wurden von Kaiser Rudolf II. am 23. April 1610 im althergebrachten Adel- und Ritterstand bestätigt und erhielten zugleich das Inkolat im alten böhmischen Ritterstand. Eine Wappenbesserung erfolgte 1627. Dieser Alexander, kaiserlicher Hauptmann und Besitzer der Geiersburg bei Mariaschein, kaufte im Jahre 1628 den Hof Streckenwald, verkaufte diesen jedoch bereits wieder 1655 an einen Grafen von Martinitz. Ein Zweig der Familie erwarb bereits 1790 den Freiherrnstand.
Oktavian vermählte sich am 21. August 1892 in Bubeneč mit Gabriele (* 25. März 1869 in Pardubitz; † 24. Mai 1952 in Dietach), Enkelin des Feldmarschallleutnants Karl Joseph Franz Wolf von Wachtentreu, Tochter des Generalmajors Josef (* 1830) und der Gabriele Zdekauer von Treukron (* 1842). Das Paar hatte drei Töchter, Annemarie Elisabeth (* 1897) und Margarethe (* 1900) und spät noch einen Sohn, Alfred Franz Gabriel (* 8. November 1916 in Znaim), österreichischer Hauptmann.

## Leben
Der Sohn des Professors an der Technischen Hochschule in Brünn Alfred Regner von Bleyleben studierte Rechtswissenschaften an der Universität Wien, wo er auch promovierte. Anschließend trat er in den Staatsdienst ein und diente von 1888 an als Jurist im bei der Mährischen Statthalterei. Anno 1897 wurde er ins Innenministerium nach Wien berufen und leitete von 1900 an das Präsidialbüro. 1902 erfolgte die Beförderung zum Ministerialrat.

### In der Bukowina

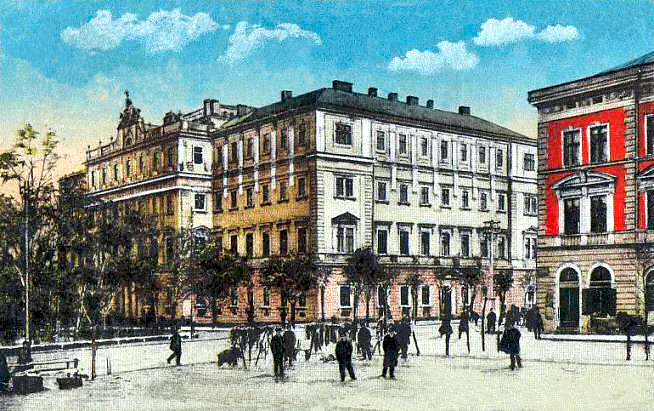
Sitz der Landesregierung des Herzogtums Bukowina nach 1905

Am 1. Oktober 1904 bestimmte ihn Kaiser Franz Joseph I. zum Landespräsidenten der Bukowina. Das Amt übte er bis zum 15. Dezember 1911 aus. Seine Amtszeit dort stimmte zeitmäßig ziemlich genau mit der des Landeshauptmanns Georg Wassilko von Serecki überein. Die beiden Persönlichkeiten pflegten einen regen Kontakt. Nicht nur, dass sie sich unermüdlich um einen Ausgleich und friedliche Koexistenz zwischen den diversen Ethnien und Religionen bemühten, sie harmonierten auch in Wirtschaftsentscheidungen. Beispielsweise arbeitete Wassilko zur Abwehr einer unabsehbaren wirtschaftlichen Katastrophe Vorschläge zur Sanierung der Raiffeisenbanken aus, die der erste Beamte im Staate sogleich umsetzen ließ. Als bedeutendste landespolitische Errungenschaft während Bleylebens bukowiner Zeit gilt die Beschlussfassung des Bukowiner Ausgleichs, die er nicht zuletzt durch Verhandlungen mit dem Wiener Innenministerium unterstütze.
Auf Regners Initiative hin wurde 1907 der Landesverein für die Bukowina der Österreichischen Gesellschaft vom Goldenen Kreuze mit Sitz in Czernowitz konstituiert. Ähnlich dem „Weißen Kreuz“, einer Kette von Offizierskurhäusern, wurde 1893 der Entschluss gefasst, auch für die Beamten des Reiches ein gleiches Heim zu errichten und der Verwaltungsjurist wurde dessen Ehrenpräsident.
Nachdem die Kapazitäten des Deutschen Hauses in Czernowitz nicht mehr ausgereicht hatten, wurde ein Neubau nach Erwerb eines Grundstücks an der Herrengasse beschlossen, der am 5. Juni 1910 eingeweiht wurde. Am 4. Februar 1911 hatten die deutschen Akademischen Vereine im Festsaal des Deutschen Hauses einen großartigen Ball organisiert. Anwesend war fast das ganze weltliche Czernowitzer Publikum an der Spitze mit Bleyleben, dem Landeshauptmann Georg Wassilko von Serecki und dem Bürgermeister Felix von Brewer-Fürth.
Am 25. Juni 1911 installierte er erneut Felix Baron von Fürth zum Bürgermeister der Landeshauptstadt.
Seine Gattin und er waren auch auf caritativen Gebiet sehr engagiert. Mit der Errichtung des Taubstummen- und Blindeninstituts setzte er sich ein bleibendes Denkmal. Er schuf durch seinen Umgang mit den Bukowiner Parteien, Nationalitätenführern, aber auch seinen Beamten eine Atmosphäre allseitigen Vertrauens. Für Letztere galt die zwingende Devise: „Unparteilichkeit, Gerechtigkeit und Güte“.
Während seiner Bukowiner Amtszeit ernannte ihn Kaiser Franz Joseph I. im Jahr 1908 zum Wirklichen Geheimen Rat und erhob Bleyleben am 24. Mai 1911 zu Gödöllő in den erbländisch-österreichischen Freiherrnstand.

### In Mähren

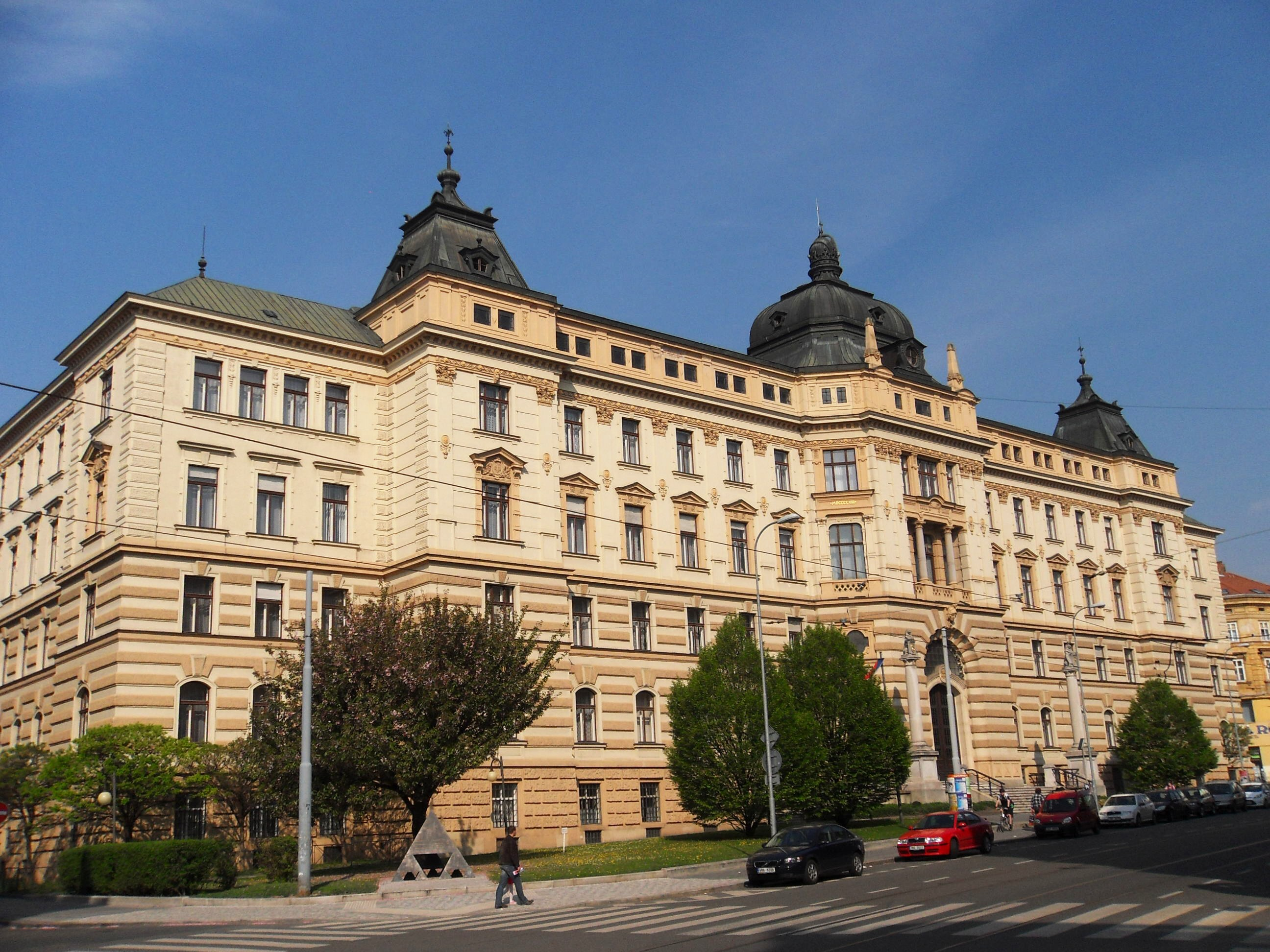
Brünn, Justizpalast

Weil er sich bei den nationalen Zwistigkeiten in der Bukowina ausgleichend bewährt hatte, wurde Bleyleben als Nachfolger des zum Innenminister avancierten Karl Freiherrn Heinold von Udynski Statthalter von Mähren, um dort für Frieden zu sorgen. In dieser Zeit wurde er sogar als Kandidat für ein Beamtenministerium gehandelt.
Als das wichtigste Ziel seiner Bemühungen galt ihm die Beseitigung der trotz des nationalen Ausgleiches vom Jahre 1905 noch immer bestehenden Streitpunkte zwischen Deutschen und Tschechen in Mähren. Durch liebenswürdiges Entgegenkommen auf beiden Seiten glaubte er dieses Ziel am besten zu erreichen, doch wurde durch den Ausbruch des Krieges dieser Teil der inneren Politik abgeschnitten. In der Kriegszeit beschäftigte sich der Statthalter mit Aktionen der Kriegsfürsorge und bekundete lebhaftes Interesse für sämtliche Zweige dieser jetzt so außerordentlich wichtigen öffentlichen Betätigung. Er nahm sich auch intensiv der in Mähren untergebrachten galizischen Flüchtlinge an.
Seine Amtszeit in Mähren endete am 3. Dezember 1915.

### In Niederösterreich

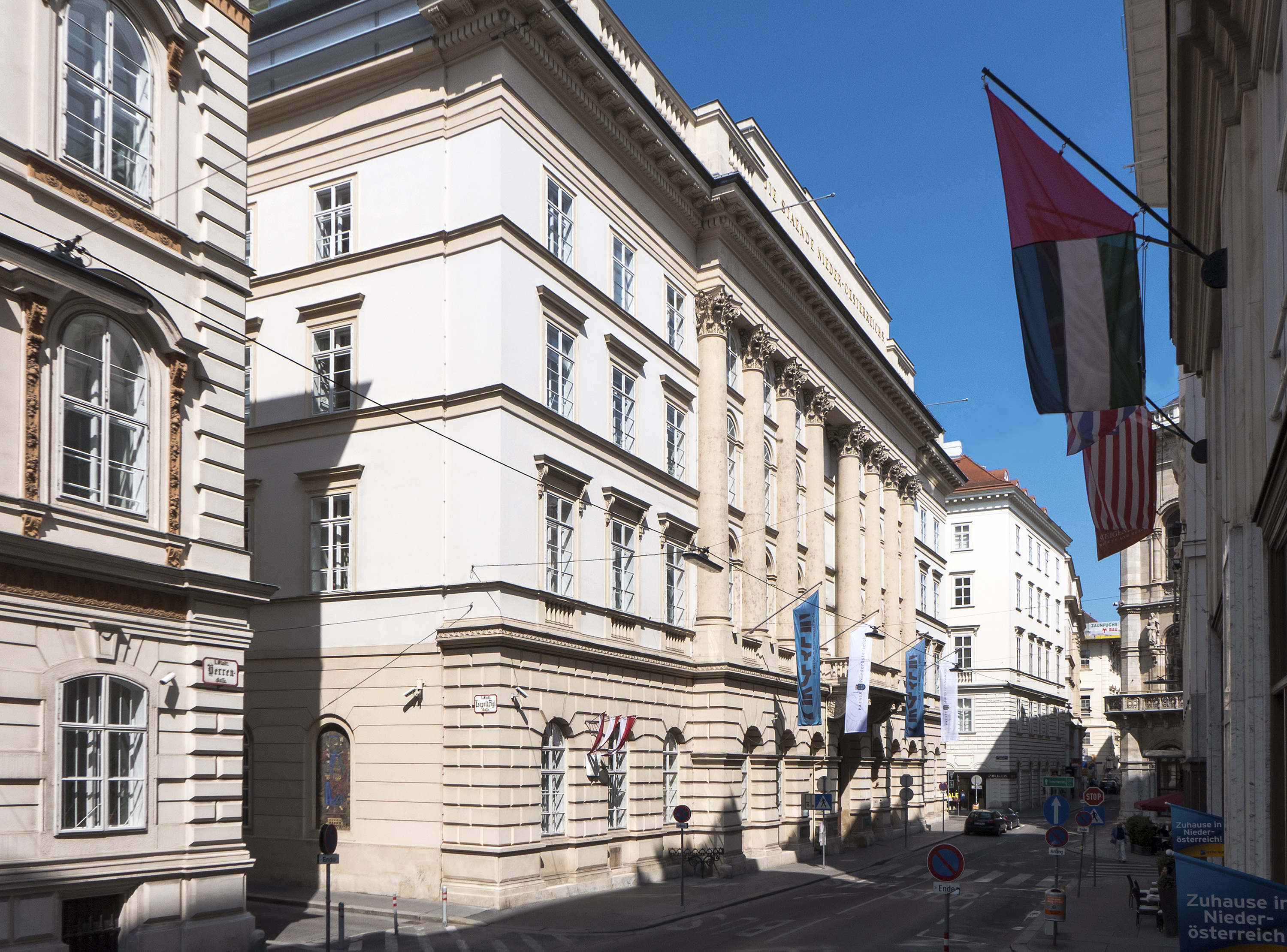
Palais Niederösterreich in Wien

Fortan diente er bis 8. November 1918 als letzter Statthalter des Erzherzogtums Österreich unter der Enns (Niederösterreich). Zugleich hatte er bis zum 26. Dezember des Jahres die Funktion des Ersten Stellvertreters im Vorsitz der Donauregulierungskommission inne.
Im Oktober 1916 wollte ihn diesmal Ministerpräsident Körber, als Minister des Innern in sein Kabinett übernehmen. Doch Bleyleben zeigte sich mit Rücksicht auf die großen Aufgaben nicht geneigt sein, der Berufung zu folgen.
Er wurde in Anbetracht der großen Verdienste beim Bau des neuen Spitaltraktes und um die Stadt selbst zum Ehrenbürger von Oberhollabrunn ernannt.
Bleyleben erfreute sich, wie überall während seiner anspruchsvollen Tätigkeit, auch in Niederösterreich großer Beliebtheit. Er hatte vom Kaiser am 27. Oktober 1917 das Zivilkreuz für Kriegsverdienste 1. Klasse erhalten sowie das Großkreuz des Königlich-bayerischen Verdienstordens vom Heiligen Michael.
Ihm zu Ehren gab und gibt es wieder in Gmünd (Niederösterreich) eine erstmals seit dem 14. Juli 1916 nach ihm benannte Straße. Am 12. Dezember 1919 wurde beschlossen, die Straße in „Robert-Hamerling-Gasse“ umzubenennen, dies wurde allerdings nicht ausgeführt. Der Name „Bleylebenstraße“ wurde 1945 vorübergehend aberkannt, weil die Abstammung der Frau des ehemaligen Statthalters nicht ganz klargestellt werden konnte und die Straße wurde ohne neuen Namen belassen. Am 5. August 1946 trat der alte Name „Bleylebenstraße“ wieder in Kraft. Dort fand auf dem Festgelände Bleyleben bis 2015 das Palaverama-Musik-Festival statt.
Während der 1930er- und 40er-Jahre war die Familie in Baden bei Wien (Helenenstraße 5) ansässig, wo das Ehepaar am 21. August 1942 goldene Hochzeit feierte.

## Auszeichnungen
Auswahl der Dekorationen, sortiert nach den Angaben des Hof- und Staatshandbuches der Österreichisch-Ungarischen Monarchie von 1918.
- Ritter I. Klasse des Ordens der Eisernen Krone
- Kriegskreuz für Zivilverdienste erster Klasse
- Ritterkreuz des Franz-Joseph-Ordens
- Bronzene Jubiläums-Erinnerungsmedaille für die bewaffnete Macht
- Jubiläums-Erinnerungsmedaille für Zivilstaatsbedienstete
- Jubiläumskreuz für Zivilstaatsbedienstete
- Großkreuz des Ordens der Krone von Rumänien
- Königlich bayerischer Verdienstorden vom Heiligen Michael I. Klasse mit Stern
- Ritter 2. Klasse mit dem Stern des Sterns von Rumänien
- Preußischer Kronen-Orden 2. Klasse
- Kommandeur mit Stern des Sächsischen Albrechts-Ordens
- Großoffizier des Belgischen Leopoldsordens
- Kommandeur 2. Klasse des schwedischen Wasaordens
- Persischer Sonnen- und Löwenorden 2. Klasse
- Ehrenbürger von Czernowitz, Gmünd, Gurahumora, Storozynetz, Dornawarta, Kotzman, Kimpolung, Mitterndorf, Oberhollabrunn (1917 wegen seiner Verdienste um die Stadt durch Förderung des Spitalzubaues auf Staatskosten), Suczawa, Radautz, Sereth und Wiznitz[18]

## Wappen
1610: Quadriert mit goldenem Herzschild, in selben ein schwarzer Adler. 1. und 4. Feld von Silber und Rot fünfmal schräglinks geteilt. 2. und 3. von Gold und Schwarz geteilt. Zwei Helme: 1. von Gold und Schwarz geteilter Adlerflug; 2. ein silbernes Einhorn aus der Helmkrone wachsend. Die Decken sind rechts schwarz-golden und links rot-silbern.
1627:  Geviert mit goldenem Herzschild, darin ein gekrönter, schwarzer Adler. 1 und 4 von Rot und Silber sechsmal schräglinks geteilt. Feld 2 von Gold über Schwarz, 3 von Schwarz über Gold geteilt. Zwei Helme wie oben.
1790/1911: Wie oben, nur wurde zwischen die zwei Helme ein dritter eingefügt. Kleinod: Mit siebenperliger Krone bedeckter, von Rot und Schwarz gespaltener Schild. Außerdem erhielt das Wappen als Schildhalter zwei geharnischte Ritter mit offenem Visier, deren rechter in der freien Hand ein blankes Schwert hält, der linke einen von Rot und Schwarz gespaltenen Schild. Die Devise lautet: Virtute parta, honore conservanda.